# Carsten Thau
Carsten Kipper Thau (født 5. juli 1947 i Horsens, død 20. januar 2021) var professor ved Kunstakademiets Arkitektskole.
Thau var uddannet cand.phil. i idéhistorie 1973. Han studerede også filosofi og kunsthistorie ved Johann Wolfgang Goethe-Universität i Frankfurt am Main med stipendium fra Deutscher Akademischer Austauschdienst og studier i samme ved Cambridge University med stipendium fra British Council.
Thaus arbejdsområde var berøringsfladerne mellem moderne kulturteori og arkitekturen, og desuden skrev han om filmteori. Han var lektor ved Arkitektskolen i Aarhus 1976-94 og var fra 1996 professor i arkitekturens teori og historie på arkitektskolen i København.
Han modtog i 2002 N.L. Høyen Medaljen, og i 2019 blev han tildelt Statens Kunstfonds livsvarige hædersydelse som én af de til alle tider i alt 275 modtagere

## Større publikationer
- Filmen som verdensteater. Omkring Peter Greenaway (1995, sammen med Anders Troelsen)
- Arne Jacobsen (1998, sammen med Kjeld Vindum)
- (red.) Filosofi og arkitektur i det 20. århundrede, 2006